# 남성호
남성호(1975년 10월 10일~)은 대한민국의 카누 선수로, 2000년 하계 올림픽에 참가했다.